# إليزابيث أردن
إليزابيث أردن (بالإنجليزية: Elizabeth Arden) (و. 1884 – 1966 م) هي رائدة أعمال من الولايات المتحدة، وكندا، توفيت في نيويورك، عن عمر يناهز 82 عاماً.

## جوائز
حصلت على جوائز منها:
- وسام جوقة الشرف من رتبة فارس (1962).[8][9]

## روابط خارجية
- إليزابيث أردن على موقع الموسوعة البريطانية (الإنجليزية)
- إليزابيث أردن على موقع مونزينجر (الألمانية)
- إليزابيث أردن على موقع قاعدة بيانات برودواي على الإنترنت (الإنجليزية)
- إليزابيث أردن على موقع إن إن دي بي (الإنجليزية)
- إليزابيث أردن على موقع ديسكوغز (الإنجليزية)